# Ferryden
Ferryden är en ort i Storbritannien.   Den ligger i kommunen Angus och riksdelen Skottland, i den norra delen av landet, 600 km norr om huvudstaden London. Ferryden ligger 10 meter över havet och antalet invånare är 905.
Terrängen runt Ferryden är platt. Havet är nära Ferryden åt sydost.  Närmaste större samhälle är Montrose, 0,90 km öster om Ferryden. 